# خوجملي
خوجملي (بالفارسية: خوجملی) هي قرية تقع في غلستان في إيران. يقدر عدد سكانها بـ 438 نسمة بحسب إحصاء 2016.